# 個人総合
個人総合（こじんそうごう）とは、体操競技の総合種目で男子はゆか・つり輪・あん馬・跳馬・平行棒・鉄棒の6種目を1人で行うもの。
女子はゆか・跳馬・平均台・段違い平行棒の4種目を1人で行う。

## オリンピック個人総合日本人歴代メダリスト

### 男子
- 小野喬（1956年メルボルンオリンピック個人総合銀メダル）
- 小野喬（1960年ローマオリンピック個人総合銀メダル）
- 遠藤幸雄（1964年東京オリンピック個人総合金メダル）
- 鶴見修治（1964年東京オリンピック個人総合銀メダル）
- 加藤沢男（1968年メキシコオリンピック個人総合金メダル）
- 中山彰規（1968年メキシコオリンピック個人総合銅メダル）
- 加藤沢男（1972年ミュンヘンオリンピック個人総合金メダル）
- 監物永三（1972年ミュンヘンオリンピック個人総合銀メダル）
- 中山彰規（1972年ミュンヘンオリンピック個人総合銅メダル）
- 加藤沢男（1976年モントリオールオリンピック個人総合銀メダル）
- 塚原光男（1976年モントリオールオリンピック個人総合銅メダル）
- 具志堅幸司（1984年ロサンゼルスオリンピック個人総合金メダル）
- 内村航平（2008年北京オリンピック個人総合銀メダル）
- 内村航平（2012年ロンドンオリンピック個人総合金メダル）
- 内村航平（2016年リオオリンピック個人総合金メダル）
- 橋本大輝（2020年東京オリンピック個人総合金メダル）
- 岡慎之助（2024年パリオリンピック個人総合金メダル）